# Karina Szafrańska
Karina Szafrańska (ur. 3 sierpnia 1963 we Wrocławiu) – polska aktorka teatralna, telewizyjna, filmowa, dubbingowa, reżyserka dubbingu, doktor logopedii i prezenterka telewizyjna.
Dyrektorka Poradni Psychologiczno-Pedagogicznej „Ad Verbum” Centrum Terapii Mowy i Dysleksji w Warszawie.

## Życiorys
Urodziła się 3 sierpnia 1963 we Wrocławiu. Jeszcze przed maturą myślała o karierze aktorskiej. Statystowała w Teatrze Żydowskim i Teatrze Syrena w Warszawie. Za pierwszym razem bez powodzenia ubiegała się o przyjęcie do Akademii Teatralnej im. Aleksandra Zelwerowicza w Warszawie. Dopiero rok później dostała się do wrocławskiej filii Państwowej Wyższej Szkoły Teatralnej w Krakowie. Na czwartym roku studiów straciła głos na trzy miesiące. Wkrótce potem wygrała casting na pierwszą prezenterkę Polsatu.
W związku z brakiem pomysłów na dalszy rozwój kariery rozpoczęła karierę w nauce. Studiowała logopedię na Uniwersytecie Warszawskim, potem odbyła studia podyplomowe na Uniwersytecie Marie Curie-Skłodowskiej w Lublinie. W 2010 roku na Akademii Pedagogiki Specjalnej w Warszawie otrzymała stopień doktora nauk humanistycznych w zakresie pedagogiki.

## Kariera
Po ukończeniu Państwowej Wyższej Szkoły Teatralnej w Krakowie przyjęto ją do obsady Teatru Narodowego, ale straciła pracę w 1990 roku po rozwiązaniu zespołu. Wróciła do Teatru Syrena, następnie przeszła do Teatru Nowego.
W latach 1993–1998 pracowała w telewizji, najpierw zapowiadając audycje, potem także prowadząc programy. Przez większość czasu swojego życia występowała w rolach epizodycznych w serialach telewizyjnych.
Już w wieku 19 lat wystąpiła w filmie Seksmisja (1984). W 1991 wystąpiła w filmach: Niech żyje miłość (1991), Rozmowy kontrolowane (1991) i Tak tak (1991). W 1993 zagrała milicjantkę w komedii Człowiek z... (1993). Tego samego roku zagrała w filmie psychologicznym Wynajmę pokój... (1993).
Użycza także głosu dubbingowanych produkcjach kinowych i telewizyjnych. Jest także właścicielką założonego przez siebie w 1993 roku studia dubbingowego Sonica.

## Logopedia
Pracuje jako wykładowca i terapeuta osób z zaburzeniami mowy. Jest także kierownikiem Zakładu Logopedii Wyższej Szkole Nauk Społecznych.

## Filmografia
- 1984: 07 zgłoś się – modelka w „Elbawie” (odc. 17)
- 1984: Pan na Żuławach – sekretarka Zakładki
- 1984: Seksmisja – kobieta w windzie przed wejściem na basen
- 1987: Ballada o Januszku – dziewczyna na imprezie u Janusza (odc. 7)
- 1987: Rzeka kłamstwa
- 1991: Niech żyje miłość – lesbijka
- 1991: Rozmowy kontrolowane
- 1991: Tak tak – Ewa
- 1992: Kuchnia polska – dziewczyna na dożynkach (odc. 3)
- 1992: Enak – członkini komitetu wyborczego
- 1992: Kawalerskie życie na obczyźnie – prostytutka Gizela
- 1993: Człowiek z... – milicjantka
- 1993: Czterdziestolatek. 20 lat później (odc. 10)
- 1993: Pajęczarki – sekretarka w redakcji
- 1993: Żywot człowieka rozbrojonego – prostytutka Janeczka (odc. 3)
- 1993: Wynajmę pokój... – pracownica biura ogłoszeń
- 1993–1994: Zespół adwokacki
- 1994: Przygody Joanny – mama Izy
- 1997: Klan – pani Basia, sąsiadka Jerzego (gościnnie)
- 1998: Gosia i Małgosia – ekspedientka w butiku
- 1999–2007: Na dobre i na złe – matka Adama Dudy (odc. 248)
- 2002–2007: Samo życie – pani Ola (odc. 265, 267, 280, 281)
- 2005 Kryminalni – Katarzyna Bozowska (odc. 32)
- 2005 Egzamin z życia – Karina Nowicka (odc. 4, 5, 6, 7, 8, 9, 10, 11, 13, 14, 16, 18, 19, 21, 25, 26, 27, 28, 29)
- 2008–2009 BrzydUla – księgowa Teresa (odc. 7, 8, 26, 34, 36, 38, 39, 40, 41, 53, 72, 115, 121, 123, 161, 190, 227)
- 2010: Klub szalonych dziewic – sekretarka w kancelarii (odc. 8)
- 2013: Prawo Agaty – stewardesa (odc. 33)
- 2016: Na noże – kucharka Ewelina (odc. 4, 5, 6, 7, 10, 11, 12, 13)
- 2018: Pod powierzchnią – żona prezydenta Płocka (odc. 7)
- 2021: Ojciec Mateusz – Pawłowska (odc. 327)
- 2021: Komisarz Alex – Barbara (odc. 192, 193)
- 2021: Stulecie Winnych – nauczycielka (odc. 32)
- 2020–2022: BrzydUla 2 – księgowa Teresa (odc. 2, 4, 6, 12, 13, 17, 18, 19, 20, 23, 25, 32, 34, 36, 37, 38, 45, 47, 55, 56, 58, 82, 86, 90, 91, 92, 93, 94, 105, 106, 112, 125, 127, 136, 137, 147, 148, 151, 161, 162, 165, 166, 168, 170, 172, 174, 179, 187, 196, 197, 198, 202, 206, 209, 212, 213, 218, 220, 222, 224, 280, 281)
- 2023: Korona królów. Jagiellonowie – Beata z Bożegodaru (odc. 25, 35, 36, 37, 38, 39, 45,46, 47, 50, 51, 52, 55, 56, 57, 58, 59, 60, 61, 62, 63, 64, 66, 67, 68, 69, 70, 72, 73, 74, 75, 76, 78, 79, 80, 81, 85, 87, 93, 96, 97, 108)
- od 2023: Leśniczówka – Lucyna (odc. 736, 744, 747, 749, 751, 753, 757, 761, 762, 777, 787, 796, 802, 804, 807, 810, 813, 814, 815, 817)
- 2024: Zatoka szpiegów – żona Forstera (odc. 2, 4, 5)

## Dubbing
- 1970: Aryskotraci – Duchessa
- 1977: Bernard i Bianka – Bianka (śpiew)
- 1991–1992: Eerie, Indiana – Eunice Danforth
- 1995: 101 dalmatyńczyków – Anita
- 1997: Pożyczalscy – Wiktoria
- 1998: Dawno temu w trawie – Rosie
- 1999: Ed, Edd i Eddy – Nazz
- 2000: Chris Colorado – Jennifer Jullian Victoria Krantz
- 2001: Bambi – Matka
- 2001–2004: Café Myszka – Markiza
- 2001–2004: Samuraj Jack – Yamiko (odc. 35)
- 2002: Epoka lodowcowa – Rachel
- 2002: Śnięty Mikołaj 2 – Laura
- 2003: 101 dalmatyńczyków II. Londyńska przygoda – Anita
- 2003: Fałszywa dwunastka
- 2004: Nascar 3D –
  - Teresa Earnhart,
  - Fanka#6,
  - Krissie Newman
- 2005: Fantastyczna Czwórka –
  - Debbie McIlvane,
  - Głos komputera na stacji Von Dooma
- 2005: Roboty – Pani Dekielowa
- 2006: Bambi II – Mama Bambi
- 2006: Epoka lodowcowa 2: Odwilż – Ela
- 2006: Garfield 2 – Nastolatka, Eenie
- 2008: Horton słyszy Ktosia – Panna Wrzask
- 2009: Epoka lodowcowa 3: Era dinozaurów – Ela
- 2010: Marmaduke – Maja
- 2010: Podróże Guliwera
- 2012: Epoka lodowcowa 4: Wędrówka kontynentów – Ela
- 2016: Epoka lodowcowa 5: Mocne uderzenie – Ela